# Саша Стевић
Саша Стевић (Приједор, 31. мај 1981) бивши је босанскохерцеговачки фудбалер. Висок је 190 центиметара и наступао је на позицијама централног везног играча и штопера.